# Royal Rumble 1994
De Royal Rumble 1994 was een pay-per-viewevenement in het professioneel worstelen dat geproduceerd werd door de World Wrestling Federation (WWF). Dit evenement was de zevende editie van de Royal Rumble en vond plaats in het Providence Civic Center in Providence, Rhode Island op 22 januari 1994. Lex Luger & Bret Hart werden beide benoemd als winnaars nadat ze elkaar tegelijkertijd hadden uitgeschakeld.

## Resultaten
| Nr.                                                                          | Match | Winnaar(s)            |
| ---------------------------------------------------------------------------- | --- | --------------------- |
| Dark                                                                         | The Brooklyn Brawler vs Jim Powers in een één-op-één match                                                                               | The Brooklyn Brawler  |
| 1                                                                            | Tatanka vs Bam Bam Bigelow in een één-op-één match                                                                                       | Tatanka               |
| 2                                                                            | The Quebecers (Jacques, Pierre) (c) vs Bret Hart, Owen Hart in een Tag team match voor het WWF Tag Team Championship                     | The Quebecers (c)     |
| 3                                                                            | Razor Ramon (c) vs Irwin R. Schyster in een één-op-één match voor het WWF Intercontinental Championship                                  | Razor Ramon           |
| 4                                                                            | Yokozuna (c) (met Mr. Fuji & Jim Cornette) vs The Undertaker (met Paul Bearer) in een Casket (doodskist) match voor het WWF Championship | Yokozuna              |
| 5                                                                            | 30-man Battle Royal match1 | Lex Luger & Bret Hart |
| (c) huidige kampioen voor en na de match \| (nc) nieuwe kampioen na de match | |                       |

De 30 deelnemers van deze Battle Royal match waren:Scott Steiner, Samu, Rick Steiner, Kwang, Owen Hart, Bart Gunn, Diesel, Bob Backlund, Billy Gunn, Virgil, Randy Savage, Jeff Jarrett, Crush, Doink the Clown, Bam Bam Bigelow, Mabel, Sparky Plugg, Shawn Michaels, Mo, Greg Valentine, Tatanka, Great Kabuki, Lex Luger, Genichiro Tenryu, Bastion Booger, Rick Martel, Bret Hart, Fatu. Marty Jannetty, Adam Bomb